# Tornveds kommun
Tornveds kommun (danska Tornved Kommune) låg i Västsjällands amt i Danmark. Kommunen hade 9 116 invånare (2004) och en yta på 104,71 km². Jyderup var centralort. Från 2007 ingår kommunen i Holbæks kommun.